# Konstancja Przemysłówna

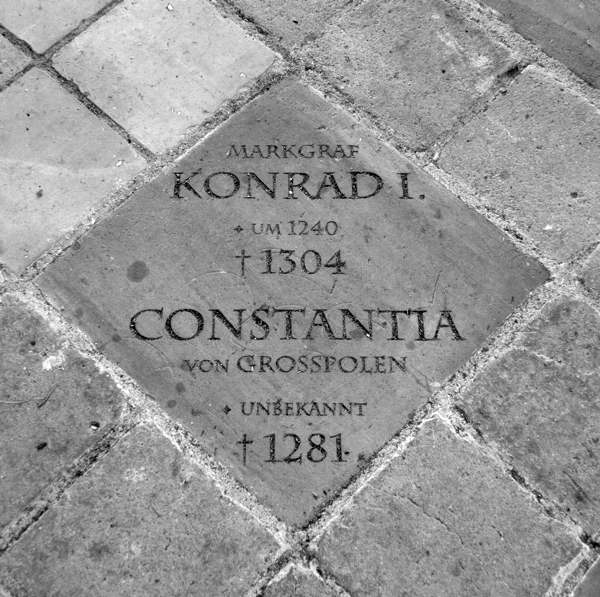
Klastorz Chorin

Konstancja Przemysłówna, Konstancja poznańska (ur. 1245 lub 1246, zm. 10 października 1281) – najstarsze dziecko księcia wielkopolskiego Przemysła I i księżniczki wrocławskiej Elżbiety, które swoje imię otrzymało zapewne na cześć Konstancji wrocławskiej, siostry Elżbiety i żony księcia kujawskiego Kazimierza I. 
W 1255, kiedy Konstancja była jeszcze małoletnia, została zaręczona z Konradem, swoim rówieśnikiem, synem margrabiego brandenburskiego Jana I. Świadczy o tym dyspensa papieska, której narzeczonym udzielił papież Aleksander IV, bullą z 19 grudnia 1255. Dyspensa była potrzebna, gdyż zarówno Konstancja, jak i Konrad byli praprawnukami księcia wielkopolskiego Mieszka Starego. Związek ten miał unormować, wrogie dotychczas, stosunki Przemysła I i jego brata Bolesława Pobożnego z margrabiami.
Do właściwego zawarcia małżeństwa doszło dopiero po śmierci ojca księżniczki w 1260 w przygranicznym Santoku. Wianem Konstancji miała być kasztelania santocka (jednak bez samego grodu, który pozostał przy Wielkopolsce) przekazana Brandenburgii za zgodą wiecu Wielkopolan, który odbył się w dniu 1 lipca tegoż roku w Poznaniu. Taką wysokość posagu gwarantował już Przemysł I w 1255.
Małżeństwo Konstancji z Konradem nie przyniosło spodziewanego ocieplenia stosunków brandenbursko-wielkopolskich, gdyż już w 1265 doszło do walk w wyniku, których Brandenburczycy zajęli gród w Santoku. Wojna z przerwami toczyła się zresztą przez całe życie Konstancji, a zakończyła się ostatecznie dopiero w 1278 odzyskaniem przez Wielkopolskę wszelkich wcześniej utraconych dóbr.
Z małżeństwa z Konradem I Konstancja miała trzech synów – Jana IV, Ottona VII i Waldemara – oraz córkę Agnieszkę. 
Konstancja Przemysłówna pochowana została w cysterskim klasztorze w Chorinie.